# Arundel (Royaume-Uni)
Pour les articles homonymes, voir Arundel.
Arundel est une ville et une paroisse civile dans les South Downs du Sussex de l'Ouest dans le sud de l'Angleterre. 
Elle se trouve à 49 miles (79 km) au sud sud-ouest de Londres, 18 miles (29 km) à l'ouest  de Brighton, et 10 miles (16 km) à l'est de la ville de Chichester.
Arundel était l'un des arrondissements réformé par la réforme sur les municipalités de 1835. En 1974, elle est devenue une partie du district d'Arun, et est maintenant une paroisse civile avec un conseil municipal.
Son patrimoine architectural est riche, avec une cathédrale et un château, siège des ducs de Norfolk.

## Source
- (en) Cet article est partiellement ou en totalité issu de l’article de Wikipédia en anglais intitulé « Arundel » (voir la liste des auteurs).